# Казалрану
Казалрану (фр. Cazalrenoux) насеље је и општина у јужној Француској у региону Лангдок-Русијон, у департману Од која припада префектури Каркасон.
По подацима из 2011. године у општини је живело 79 становника, а густина насељености је износила 5,92 становника/km². Општина се простире на површини од 13,35 km². Налази се на средњој надморској висини од 300 метара (максималној 410 m, а минималној 285 m).

## Демографија
| 1962. | 1968. | 1975. | 1982. | 1990. | 1999. | 2011. |
| ----- | ----- | ----- | ----- | ----- | ----- | ----- |
| 60    | 92    | 73    | 78    | 70    | 84    | 79    |

График промене броја становника у току последњих година